# Петельниково
Петельниково — деревня в Лухском районе Ивановской области. Входит в состав Тимирязевского сельского поселения.

## География
Находится в восточной части Ивановской области на расстоянии приблизительно 9 км на запад-юго-запад по прямой от районного центра поселка Лух.

## История
В 1872 году здесь (тогда Юрьевецкий уезд Костромской губернии) было учтено 3 двора, в 1907 году — 39.

## Население
Постоянное население составляло 178 человек (1872 год), 237 (1897), 237(1907), 24 в 2002 году (русские 100 %), 21 в 2010.